# Гроссет, Гуго Эдгарович
Гуго Эдгарович Гроссет (08.02 (новый стиль) 1903, Пенза — 20.05.1981, Москва) — советский ботаник, ботанико-географ, геоботаник и флорист-систематик.

## Биография
Родился 8 февраля 1903 года в семье служащего. Учился в Пензенском сельскохозяйственном техникуме, в Воронежском государственном университете (один курс), затем перешёл в МГУ и окончил его по кафедре геоботаники в 1930 г. Ученик профессоров В. В. Алехина и Д. П. Сырейщикова.
В 1930-е гг. старший научный сотрудник ВНИИ агролесомелиорации. Занимался изучением растительного покрова лесостепных и степных областей Европейской части России. Кандидат сельскохозяйственных наук.
В 1937 г. арестован и 18 лет (до 1955) провел в лагерях, потом на спецпоселении. После освобождения остался в Магадане. В 1959 году опубликовал монографию «Кедровый стланик».
В дальнейшем продолжил изучение флоры южных р-нов Европейской части России и Крыма.
Автор более 30 научных работ.
Лауреат Первой премии Московского общества испытателей природы (1970).